# Arctic Pacific Lakes Provincial Park
Der Arctic Pacific Lakes Provincial Park ist ein 13.887 ha großer Provinzpark im kanadischen British Columbia. Der Park wurde im Jahr 2000 gegründet und liegt relativ abgelegen im Norden des Interior Plateau, im Fraser-Fort George Regional District. Die nächstgelegene größere Ansiedlung ist Prince George im Nordosten.

## Anlage
Das Schutzgebiet befindet sich auf dem McGregor Plateau, einem Unterplateau des Interior Plateau. Der Park liegt auf der nordamerikanischen kontinentalen Wasserscheide und die Seen im Park entwässern in verschiedene Ozeane. Der Arctic Lake entwässert über den Parsnip River in den Peace River und der dann über Slave River und Mackenzie River in den Arktischen Ozean. Der Portage Lake und der Pacific Lake entwässern über den Bad River (James Creek) sowie Herrick Creek in den McGregor River und dann über den Fraser River in den Pazifischen Ozean.
Bei dem Arctic Pacific Lakes Provincial Park handelt es sich um ein Schutzgebiet der Kategorie II (Nationalpark).

## Geschichte
Wie bei fast allen Provinzparks in British Columbia gilt auch für diesen, dass er lange bevor die Gegend von europäischen Einwanderern besiedelt oder sie Teil eines Parks wurde, Jagd- und Fischereigebiet verschiedener Stämme der First Nations war. Auch alte Handelswege der First Nations durchquerten dem Park. Diese nutzte auch Alexander MacKenzie für die erste Durchquerung Nordamerikas nördlich von Mexiko nach Westen zum Pazifischen Ozean im Jahr 1793.
Der Park wurde am 29. Juni 2000 durch den Protected Areas of British Columbia Act, zusammen mit 28 weiteren Parks, gegründet.

## Benachbarte Parks
In der Nähe dieses Parks befinden sich noch weitere Provincial Parks. Neben anderen Parks in der relativen Umgebung liegt im Nordosten der Monkman Provincial Park.

## Aktivitäten
Eine touristische Infrastruktur findet sich im Park nicht.